# Marie Anna de Hesse-Homburg
Prințesa Marianne a Prusiei, născută Marie Anne Amalie de Hesse-Homburg (13 octombrie 1785 - 14 aprilie 1846) a făcut parte din nobilimea germană. A fost prima doamnă a Prusiei în perioada 1810-40.

## Biografie
A fost al doisprezecelea copil (și a șasea fiică) a lui Frederic al V-lea, Landgraf de Hesse-Homburg și a Caroline de Hesse-Darmstadt.
Maria Anna a aparținut facțiunii anti-Napoleon din jurul reginei Louise și a sprijinit războiul împotriva Franței în 1806. Ea a urmat casa regală în exil în timpul ocupației franceze. După decesul reginei Louise în 1810, a deținut rolul de prima doamnă a Prusiei în ocazii oficiale. În martie 1813, ea a proclamat celebrul „Aufruf der königlichen Prinzessinnen an die Frauen im preußischen Staate“ și a înființat asociația femeilor patrioate „Vaterländischen Frauenverein“. A corespondat cu Freiherr vom Stein, von Hardenberg și Brüder Humboldt și l-a cunoscut pe poetul Friedrich de la Motte Fouqué. În 1822, s-a îndrăgostit de contele Anton zu Stolberg-Wernigerode. 
S-a implicat activ în îngrijirea închisorii de la Berliner Gefängnisinsassen și a fondat un orfelinat în Pankow din Berlin.

### Căsătorie și copii
La 12 ianuarie 1804, la Berlin s-a căsătorit cu Prințul Wilhelm al Prusiei, fiul cel mic al regelui Frederic Wilhelm al II-lea al Prusiei. Cuplul a avut opt copii:
- Friederike (1805–1806)
- Irene (1806)
- Tassilo (1811–1813)
- Adalbert (1811–1873)
- Tassilo (1813−1814)
- Elisabeta (1815–1885)
- Waldemar (1817–1849)
- Maria (1825–1889)

## Arbore genealogic
1. ↑  Dictionary of Women Worldwide[*] Verificați valoarea |titlelink= (ajutor)